# Ghatsfnittertrast
Ghatsfnittertrast (Pterorhinus delesserti) är en fågel i familjen fnittertrastar inom ordningen tättingar som endast förekommer i sydvästra Indien.

## Utseende
Ghatsfnittertrasten är en 23 centimeter lång fågel med skiffergrå hjässa och svartaktiga örontäckare. Vit strupe kontrasterar med grått bröst.

## Utbredning och systematik
Fågeln förekommer enbart i sydvästra Indien (Västra Ghats från Goa till Kerala och västra Tamil Nadu). Den behandlas som monotypisk, det vill säga att den inte delas in i några underarter.

### Släktestillhörighet
Ghatsfnittertrast placeras traditionellt i det stora fnittertrastsläktet Garrulax, men den taxonomiska auktoriteten Clements et al lyfte ut den och ett antal andra arter till släktet Ianthocincla efter DNA-studier. Senare studier visar att Garrulax består av flera, äldre utvecklingslinjer, även inom Ianthocincla. Författarna till studien rekommenderar därför att släktet delas upp ytterligare, på så sätt att ghatsfnittertrast med släktingar lyfts ut till det egna släktet Pterorhinus. Idag följer tongivande International Ornithological Congress och även Clements et al dessa rekommendationer.

## Status och hot
Arten har ett rätt begränsat utbredningsområde och tros minska i antal till följd av habitatförstörelse och fragmentering, dock inte tillräckligt kraftigt för att den ska betraktas som hotad. Internationella naturvårdsunionen IUCN kategoriserar därför arten som livskraftig (LC). Världspopulationen har inte uppskattats men den beskrivs som vanlig till ganska vanlig i hela utbredningsområdet.

## Namn
Fågelns vetenskapliga artnamn hedrar Adolphe Delessert (1809-1869), fransk naturforskare och samlare av specimen verksam i bland annat Indien 1834-1839.